# Paktia (provins)
33°36′N 69°30′Ø / 33.600°N 69.500°Ø
Paktia er en af Afghanistans 34 provinser. Den ligger i den østlige del af landet. Administrationscenteret er Gardiz. Tidligere omfattede den også Khost-provinsen som for nylig er blevet udskilt som selvstændig provins.

## Distrikter
Paktia er inddelt i tolv distrikter (administrationscentrene står i parentes):
- Azra (Sur Kac)
- Tsamkani (Chamkani)
- Dand Wa Patan (Ghondai)
- Gardiz (Gardiz)
- Zadran (Waza)
- ZaZi (Ali Khel)
- Jani Khel (Jani Khel)
- Lazha Mangal (Lazha)
- Sayed Karam (Seyyed Karam)
- Shamal (Shamal)
- Shwak (Shwak)
- Zurmat (Zarmal)

## Vigtige geografiske områder
- Shahi-Kot Valley